# Mil·lenni I aC
El mil·lenni i aC va abastar els anys des del 1000 aC fins a l'1 aC. Engloba l'edat del ferro a l'Antic Món i veu la transició des de l'Antic Orient Pròxim a l'antiguitat clàssica.

## Esdeveniments
- Ascens i decadència del Regne d'Israel. Regnats de David i Salomó.
- Expansió colonitzadora dels fenicis i grecs pel Mar Mediterrani.
- Segle d'Or de Pericles. Guerra del Peloponès entre Atenes i Esparta.
- Apogeu i destrucció de l'Imperi Cartaginès. Guerres Púniques.
- Esplendor de la dinastia Zhou a la Xina. Període dels regnes combatents. Instauració de l'Imperi Han.
- Creació de l'Imperi Maurya.
- L'Edat del Ferro s'escampa per l'Europa Occidental.
- Buda funda el Budisme.
- Cir el Gran conquereix Babilònia i crea l'Imperi Persa.
- Alexandre Magne conquereix Grècia, Egipte, Pèrsia, i arriba fins a l'Indus.
- Els celtes envaeixen l'Europa Occidental.
- Fundació i caiguda successives de la Monarquia i la República romanes.
- A Mesoamèrica, comença la civilització Maia.

## Personatges destacats
- David, rei d'Israel.
- Homer, poeta grec.
- Confuci, filòsof xinès
- Laozi, filòsof xinès i fundador del Daoisme.
- Zoroastre, fundador del Zoroastrisme.
- Buda, fundador del Budisme.
- Mahavira, fundador del Jainisme.
- Alexandre Magne, rei i conqueridor grec.
- Sòfocles.
- Pericles, governant d'Atenes.
- Demòcrit, filòsof grec.
- Sòcrates, filòsof grec
- Plató, filòsof grec.
- Aristòtil, filòsof grec.
- Euclides, matemàtic d'Alexandria.
- Hanníbal, general cartaginès.
- Publi Corneli Escipió Africà Major, polític i general romà.
- Arquimedes, inventor grec.
- Juli Cèsar, conqueridor romà i dictador.
- Virgili, poeta llatí.

## Invents, descobriments, introduccions
- L'ús del ferro s'escampa.
- Es descobreix el principi d'Arquimedes.
- Es desenvolupa la geometria.
- El Teorema de Pitàgores demostrat.
- Eratòstenes demostra que la Terra és esfèrica i estima el seu diàmetre.
- Els Fenicis propaguen l'alfabet fonètic pel Mediterrani
- Es construeix el Diolkos, que permetia als vaixells travessar per terra l'Istme de Corint.[1]